# Karel Hubatka
Karel Hubatka (1790 – 13. října 1866 Slaný) byl český politik, po polovině 19. století dlouholetý starosta Slaného, po roce 1861 poslanec Českého zemského sněmu.

## Biografie
Profesí byl poštmistrem. V zemských volbách v roce 1848 byl zvolen za město Slaný na chystaný Český zemský sněm, který se ale nikdy nesešel. Od roku 1850 zastával funkci purkmistra (starosty) Slaného. V roce 1861 zavedl na radnici úřadování v češtině. V roce 1864 se zasadil o vznik občanské záložny coby prvního místního finančního ústavu. Starostenský post zastával do roku 1865. Politicky byl orientován konzervativně.
Po obnovení ústavního života počátkem 60. let 19. století vstoupil do zemské politiky. V zemských volbách v Čechách v roce 1861 byl zvolen v městské kurii (obvod Slaný – Louny – Rakovník) do Českého zemského sněmu. Zvolen byl jako oficiální český kandidát s podporou českého volebního výboru (Národní strana).
Zemřel v říjnu 1866 na ochrnutí plic. Před smrtí odkázal městu rozsáhlé polnosti za příslib trvalé péče města o rodinnou hrobku (závazek ovšem později nebyl ze strany města dodržen).